# Пенелопа тапайська
Пенелопа тапайська (Penelope pileata) — вид куроподібних птахів родини краксових (Cracidae).

## Поширення
Ендемік Бразилії. Його ареал охоплює досить невелику територію на південь від річки Амазонки між нижньою течією Мадейри та нижньою течією Тапажос. Мешкає у низинних тропічних вологих лісах з густим підліском.

## Опис
Великий птах, завдовжки до 83 см, вагою 1,1 — 1,6 кг. Він має довгий гребінь з білого пір'я, блакитні щоки, чорні верхні частини з зеленим відблиском, темні червонувато-коричневі нижні частини і довгий чорний хвіст.